# Xestospongia dubia
Xestospongia dubia är en svampdjursart som först beskrevs av Ristau 1978.  Xestospongia dubia ingår i släktet Xestospongia och familjen Petrosiidae. Inga underarter finns listade i Catalogue of Life.